# Periode van de Zestien Koninkrijken
Zestien Koninkrijken of Zestien Staten (volledig: de Zestien Koninkrijken van de vijf volkeren uit het noorden en het westen) is in de traditionele Chinese historiografie de naam voor Noord-China gedurende de periode 304-439. Toen was dat gebied verdeeld in een aantal staten die (merendeels) waren gesticht door niet-Chinese ruiternomaden. Zij waren verwant aan de huidige Mongolen, Tibetanen en Turkse volkeren. In de officiële dynastieke geschiedenis werd deze periode niet apart beschreven, maar volgde op de Jin-dynastie (265-420) direct de periode van de Zuidelijke en de Noordelijke Dynastieën (420-589).

## Naam
De term 'Zestien Koninkrijken' werd voor het eerst gebruikt door Cui Hong († 525) in zijn Lente- en herfstannalen van de Zestien Koninkrijken. De gebieden werden in de traditionele Chinese geschiedschrijving aangeduid als 'staten' (guo, 國) en niet als 'dynastieën' (chao, 朝), omdat ze als niet-legitiem werden beschouwd en formeel als vazalstaten van de Jin werden gezien. In de Chinese historiografie werden de heersers dan ook steeds aangeduid met hun persoonsnamen en niet met hun postume naam of hun tempelnaam. Uiteraard zagen de heersers van de staten zelf zich wel als legitiem.

## Barbaren
In de traditionele Chinese geschiedschrijving werd de periode van de Zestien Staten in negatieve termen beschreven en werd het wangedrag van de heersers benadrukt. Zo werd duidelijk gemaakt dat zij het Hemels Mandaat niet hadden ontvangen en zich dus niet konden gedragen als een 'Zoon des Hemels' ('Tianzi', 天子). Hun machtsovername was een onwettige usurpatie. Dit negatieve beeld blijkt ook uit een andere benaming voor de periode van de Zestien Koninkrijken, Chaos in China door de vijf volkeren uit het noorden en het westen ('Wu Hu luan Hua', 五胡亂華). Met die vijf volkeren ('Wu Hu') werden bedoeld de uit het noorden afkomstige Xiongnu, Jie (羯) en Xianbei en de uit het zuidwesten afkomstige Di (氐) en Qiang (羌). Die beide laatste volkeren waren verwant met de huidige Tibetanen. In navolging van de traditionele Chinese historiografie wordt 'Hu' nog steeds regelmatig vertaald met 'barbaren'. Dit is echter een door sinocentrisme bepaald waardeoordeel en vormt geen juiste typering van de toenmalige culturele situatie. Veel van de niet-Chinese veroveraars waren grensvolkeren die al sinds de Oostelijke Han-dynastie ten zuiden van de Chinese Muur woonden. Veel van die stammen waren dan ook, zij het in verschillende mate, 'verchineesd'.

## Samenstelling
Traditioneel worden de volgende staten gerekend tot de Zestien Koninkrijken:
- Gesticht door de Xiongnu (3): Vroegere Zhao, Xia en Noordelijke Liang.
- Gesticht door Xianbei (5): Vroegere Yan, Latere Yan, Zuidelijke Yan, Westelijke Qin en Zuidelijke Liang.
- Gesticht door Jie (1): Latere Zhao.
- Gesticht door Di (3): Cheng Han, Vroegere Qin, Latere Liang.
- Gesticht door Qiang (1): Latere Qin.
- Gesticht door Han-Chinezen (3): Vroegere Liang, Westelijke Liang en Noordelijke Yan.

Behalve de zestien door Cui Hong genoemde koninkrijken hebben er in Noord-China gedurende deze periode nog andere staten bestaan. Zij zijn echter niet in de kroniek van Cui Hong opgenomen, omdat ze of kort bestonden (zoals Ran Wei) of zich nauwelijks tot staat konden ontwikkelden (zoals Westelijke Yan en Chouchi). De staat Dai (315-376) in Noord-Shanxi hoort chronologisch eveneens tot deze periode, maar werd in de officiële dynastieke geschiedenissen beschouwd als directe voorloper van de Noordelijke Wei en daarom gerekend tot de Noordelijke Dynastieën, de periode die volgde op die van de Zestien Koninkrijken. 
De Chinese historicus Zhang Hequan (張鶴泉) onderscheidde 22 staten, behalve de zestien door Cui Hong genoemde staten waren dat Ran Wei, Dai, Westelijke Yan en (Zhai) Wei, terwijl Chouchi door hem werd onderverdeeld in Vroegere en Latere Chouchi. De Italiaanse sinoloog Piero Corradini (1933-2006) kwam tot 41 staten die zich tijdens de periode van de Zestien Koninkrijken zelfstandig hebben verklaard. Hij heeft daarbij (Zhai) Wei (388-392) niet meegeteld. In de tabel staat C voor de telling van Corradini en Z voor die van Zhang Hequan:
| C  | Z    | Naam                                   | Begin | Stichter                | Staatsvorm | Einde   | Veroverd door                      | Opmerkingen |
| -- | ---- | -------------------------------------- | ----- | ----------------------- | ---------- | ------- | ---------------------------------- | --- |
| 1  | 6 22 | Chouchi of Qiuchi (仇池)               | 296   | Yang Maosu (楊茂捜)     | koning     | 530     | Noordelijke Wei                    | Di, onderscheid tussen: - Vroegere Chouchi 前期仇池 (296-371), veroverd door Vroegere Qin - Latere Chouchi 後期仇池 (385-443/473), veroverd door Noordelijke Wei                                                                           |
| 2  | -    | Qiu Han (丘漢)                         | 303   | Qiu Shen (丘沈)         | keizer     | 304     | Westelijke Jin                     | Volksopstand in Xiangyang, provincie Hubei |
| 3  | 1    | Cheng Han (成漢)                       | 304   | Li Xiong (李雄)         | keizer     | 347     | Oostelijke Jin                     | - Een van de zestien koninkrijken - Di |
| 4  | 2    | Vroegere Zhao (前趙, Qianzhao)         | 304   | Liu Yuan (劉淵)         | keizer     | 329     | Latere Zhao                        | - Een van de zestien koninkrijken - Xiongnu |
| 5  | 5    | Vroegere Yan (前燕, Qianyan)           | 308   | Murong Hui (慕容廆)     | keizer     | 370     | Vroegere Qin                       | - Een van de zestien koninkrijken - Xianbei |
| 6  | -    | Mangdang Han (芒蕩漢)                  | 309   | Liu Mangdang (劉芒蕩)   | keizer     | 309     | Westelijke Jin                     | Opstand in het Malangebergte (馬蘭山) in Tongchuan in Shaanxi. Liu Mangdang zou een afstammeling van de Han-dynastie zijn |
| 7  | -    | Hu Chu (胡楚)                          | 312   | Hu Kang (胡亢)          | hertog     | 319     | Westelijke Jin                     | Riep zichzelf uit tot "Hertog van Chu" en plunderde het gebied rond Jingzhou (het huidige Jingmen in Hubei |
| 8  | -    | Xu Chu (虛除)                          | 316   | Xuchu Quanqu (虛除權渠) | koning     | 320     | Vroegere Zhao                      | Opstandig regime in Vroegere Zhao, noemde zich Koning van Qin (秦王), maar gaf zich later over |
| 9  | 3    | Latere Zhao (後趙, Houzhao)            | 319   | Shi Le (石勒)           | keizer     | 351     | Vroegere Yan                       | - Een van de zestien koninkrijken - Jie |
| 10 | -    | Juqu Qin (句渠秦)                      | 320   | Juqu Zhi (句渠知)       | koning     | 320     | Vroegere Zhao                      | opstand van de Badi-stam (巴氐) binnen Vroegere Zhao, in de huidige provincie Shaanxi |
| 11 | 7    | Vroegere Liang (前涼, Qianliang)       | 320   | Zhang Mao               | koning     | 376     | Vroegere Qin                       | - Een van de zestien koninkrijken - Han-Chinezen |
| 12 | -    | Latere Liaodong (後遼東, Hou Liaodong) | 333   | Murong Ren (慕容仁)     | hertog     | 336     | Vroegere Yan                       | Nam Liaodong in bezit tijdens zijn strijd met zijn broer Murong Huang van Vroegere Yan |
| 13 | -    | Hou Ziguang (侯子光)                   | 337   | Hou Ziguang (侯子光)    | keizer     | 337     | Latere Zhao                        | Verzamelde volgelingen op de Dunanberg (杜南山), het huidige Zhongnan-gebergte ten zuiden van Xi'an in Shaanxi en riep zich uit tot Da Huangdi (大黃帝, Grote Gele Keizer), werd gedood door Shi Guang (石廣) een generaal van Latere Zhao |
| 14 | -    | Fan Ben (范賁)                         | 347   | Fan Ben (范賁)          | keizer     | 349     | Oostelijke Jin                     | Riep na de val van Cheng-Han in 347 opnieuw de onafhankelijkheid uit |
| 15 | -    | Huang Tao (黃韜)                       | 348   | Huang Tao (黃韜)        | keizer     | 348     | Oostelijke Jin                     | Riep zichzelf tot de Xiaoshen-keizer (孝神皇帝) in het Linchuan district (rond het huidige Fuzhou in Jiangxi |
| 16 | 4    | Ran Wei (冉魏)                         | 350   | Ran Min (冉閔)          | keizer     | 352     | Vroegere Yan                       | Han-Chinezen, opvolger van Latere Zhao |
| 17 | -    | Duan Qi (段齊)                         | 350   | Duan Kan (段龕)         | koning     | 356     | Vroegere Yan                       | Nam na de val van Latere Zhao het schiereiland Shandong in bezit en riep zich uit tot koning van Qi (齊王) |
| 18 | 9    | Vroegere Qin (前秦, Qianqin)           | 350   | Fu Hong (苻洪)          | keizer     | 394     | Latere Qin                         | - Een van de zestien koninkrijken - Di |
| 19 | -    | Liu Xian (劉顯)                        | 351   | Liu Xian (劉顯)         | keizer     | 352     | Ran Wei                            | Verklaarde zich na de moord op de laatste heerser van Latere Zhao tot keizer in Xiangguo (襄國), het huidige Xingtai in Hebei |
| 20 | -    | An Guo (安國)                          | 352   | Wang Wu (王午)          | koning     | 354     | Vroegere Yan                       | Riep zich na de vernietiging van Ran Wei uit tot tot koning van Anguo (安國王) in Lukou (het huidige Raoyang 饒陽) in zuidoostelijk Hebei, werd vermoord door krijgsheer Lü Hu (呂護), die zich tot koning van Anguo verklaarde            |
| 21 | 10   | Westelijke Yan (西燕, Xiyan)           | 384   | Murong Chong (慕容沖)   | keizer     | 394     | Latere Yan                         | Xianbei |
| 22 | 15   | Latere Qin (後秦, Houqin)              | 384   | Yao Chang (姚萇)        | keizer     | 417     | Oostelijke Jin                     | - Een van de zestien koninkrijken - Qiang |
| 23 | 11   | Latere Yan (後燕, Houyan)              | 384   | Murong Chui (慕容垂)    | keizer     | 436     | Noordelijke Yan                    | - Een van de zestien koninkrijken - Xianbei |
| 24 | -    | Xian Yuzhao (鮮于趙)                   | 385   | Xian Yuqi (鮮于乞)      | koning     | 385     |                                    | |
| 25 | 16   | Westelijke Qin (西秦, Xiqin)           | 385   | Qifu Guoren (乞伏國仁)  | koning     | 431     | Xia                                | - Een van de zestien koninkrijken - Xianbei |
| 26 | 18   | Latere Liang (後涼, Houliang)          | 386   | Lü Guang (呂光)         | keizer     | 403     | Latere Qin                         | - Een van de zestien koninkrijken - Di |
| 27 | 8    | Dai (Dai guo, 代國)                    | 315   | Tuoba Yilu (拓跋猗盧)   | koning     | 376     | Vroegere Qin                       | Voorloper van de Noordelijke Wei, Xianbei |
| 28 | -    | Latere Xiongnu (後匈奴, Hou Xiongnu)   | 387   | Kang Ning (康寧)        | koning     | 387?    |                                    | |
| 29 | -    | Liu Li (劉黎)                          | 389   | Liu Li (劉黎)           | keizer     | 389     |                                    | |
| 30 | -    | Wei Jiefei (魏揭飛)                    | 389   | Wei Jiefei (魏揭飛)     | koning     | 389     |                                    | |
| 31 | -    | Fa Chang (法長)                        | 390   | Fa Chang (法長)         | keizer     | 390     |                                    | |
| 32 | 19   | Zuidelijke Liang (南涼, Nanliang)      | 397   | Tufa Wugu (禿髮烏孤)    | koning     | 414     | Westelijke Qin                     | - Een van de zestien koninkrijken - Xianbei |
| 33 | 20   | Noordelijke Liang (北涼, Beiliang)     | 397   | Duan Ye (段業)          | koning     | 439/460 | Noordelijke Wei                    | - Een van de zestien koninkrijken - Han-Chinese stichter, gevolgd door Xiongnu |
| 34 | 12   | Zuidelijke Yan (南燕, Nanyan)          | 398   | Murong De (慕容德)      | keizer     | 410     | Oostelijke Jin                     | - Een van de zestien koninkrijken - Xianbei |
| 35 | -    | Noordelijke Wei (北魏, Beiwei)         | 398   | Tuoba Gui (拓跋珪)      | keizer     | 534     | is niet veroverd                   | Xianbei |
| 36 | 21   | Westelijke Liang (西涼, Xiliang)       | 400   | Li Gao (李暠)           | koning     | 421     | Noordelijke Liang                  | - Een van de zestien koninkrijken - Han-Chinezen |
| 37 | -    | Huan Chu (桓楚)                        | 403   | Huan Xuan (桓玄)        | keizer     | 405     |                                    | Han-Chinezen |
| 38 | -    | Qiao Shu (譙蜀)                        | 405   | Qiao Zong (譙縱)        | koning     | 413     |                                    | Han-Chinezen |
| 39 | 17   | Xia (夏)                               | 407   | Helian Bobo (赫連勃)    | keizer     | 431     | Tuyuhun (吐谷渾) Noordelijke Liang | - Een van de zestien koninkrijken - Xiongnu |
| 40 | 13   | Noordelijke Yan (北燕, Beiyan)         | 407   | Gao Yun (高雲)          | keizer     | 436     | Noordelijke Wei                    | - Een van de zestien koninkrijken - Koguryo gevolgd door Han-Chinezen |
| 41 | -    | Cao Hong Hanguo (曹弘扞國)             | 416   | Cao Hong (曹弘)         | khanaat    | 416     |                                    | |
| -  | 14   | (Zhai) Wei (翟魏)                      | 388   | Zhai Liao (翟遼)        | koning     | 392     | Latere Yan                         | Dingling |

## Algemene kenmerken van de periode

### Etnische vermenging
Als gevolg van de Oorlog van de Acht Prinsen (291-306), een verwoestende burgeroorlog tussen leden van het heersershuis van de Jin, trokken veel Han-Chinezen weg uit het gebied rond Luoyang, de hoofdstad. Velen trokken naar het huidige Gansu, waar een Chinese gouverneur een goed georganiseerd bestuur had gevestigd, de voorloper van Vroegere Liang. Anderen trokken naar het noordoosten, naar gebieden beheerst door de Xianbei, de voorlopers van Vroegere Yan. Een derde groep trok naar het zuidoosten, naar het gebied rond het huidige Nanking, waar een prins van de Jin-dynastie een betrekkelijke rust had weten te bewaren. Na de verovering door Vroegere Zhao van de hoofdsteden Luoyang in 311 en Chang'an in 316 volgde een tweede migratiegolf naar het zuidoosten, toen een deel van de Chinese aristocratie met de van hen afhankelijke boeren naar dat gebied vluchtte. Daar had de prins zich ondertussen uitgeroepen tot keizer en werd zo Yuan, de eerste keizer van de oostelijke Oostelijke Jin-dynastie.
Er vond ook een migratie plaats door niet-Chinese ruiternomaden. Vanaf het begin van de tweede eeuw na Chr. trokken zij van de steppen zuidwaarts en vestigden zich in de noordelijke delen van de huidige provincies Shaanxi, Shanxi en Hebei. Tijdens de periode van de Zestien Staten hebben zij zich vervolgens verspreid over geheel noord China.
Deze twee migratiestromen hebben in noord China geleid tot een etnische vermenging, waarbij de niet Chinese ruiternomaden uiteindelijk zijn opgegaan in de Han-Chinezen.

### Economische gevolgen
De Noord-Chinese Vlakte was een sterk ontwikkeld landbouwgebied. Door de voortdurende oorlogen en plundertochten werden de boeren echter zwaar getroffen. Om zich te verzekeren van voldoende voedsel dwongen de diverse veroveraars de boeren zich te vestigen rond de hoofdsteden van de diverse staten. Zij moesten grote delen van hun oogst afstaan in de vorm van belasting en werden verplicht tot het verrichten van herendiensten voor de nieuwe heersersfamilies. Veel landbouwgrond kwam braak te liggen of werd als gevolg van een anti-agrarische politiek omgezet in weidegebied voor de kudden van de nomadenstammen. Dit alles had tot gevolg dat het economisch zwaartepunt zich begon te verplaatsen van noord China naar het stroomgebied van de Jangtsekiang.

### Boeddhisme
Diverse oplossingen gezocht voor het probleem om behoud van eigen (nomaden)tradities te combineren met bestuur door een Chinese bureaucratie over een merendeels agrarische bevolking. Pas echt gelukt bij de Noordelijke Wei

## Periodisering
Politiek uiterst verwarde periode door de elkaar in snel tempo opeenvolgende staten en door de vele wisselingen van hoofdstad. Vier periodes:

## Schematisch overzicht
| Jaar | Liaoning                           | Hebei oost                         | Hebei west                         | Shanxi oost                        | Shanxi west                        | Shaanxi oost                       | Shaanxi west                       | Gansu oost                         | Gansu midden                       | Gansu west                         | Sichuan                           | Jangtse- kiang                    |
| ---- | ---------------------------------- | ---------------------------------- | ---------------------------------- | ---------------------------------- | ---------------------------------- | ---------------------------------- | ---------------------------------- | ---------------------------------- | ---------------------------------- | ---------------------------------- | --------------------------------- | --------------------------------- |
| 300  | Westelijke Jin-dynastie (265-316)  | Westelijke Jin-dynastie (265-316)  | Westelijke Jin-dynastie (265-316)  | Westelijke Jin-dynastie (265-316)  | Westelijke Jin-dynastie (265-316)  | Westelijke Jin-dynastie (265-316)  | Westelijke Jin-dynastie (265-316)  | Westelijke Jin-dynastie (265-316)  | Westelijke Jin-dynastie (265-316)  | Westelijke Jin-dynastie (265-316)  | Westelijke Jin-dynastie (265-316) | Westelijke Jin-dynastie (265-316) |
| 305  |                                    |                                    |                                    |                                    |                                    |                                    |                                    |                                    |                                    |                                    |                                   |                                   |
| 310  |                                    | Vroegere Zhao                      | Vroegere Zhao                      | Vroegere Zhao                      | Vroegere Zhao                      | Vroegere Zhao                      | Vroegere Zhao                      |                                    |                                    |                                    |                                   |                                   |
| 315  |                                    | (304-329)                          | (304-329)                          | (304-329)                          | (304-329)                          | (304-329)                          | (304-329)                          |                                    |                                    |                                    | Cheng                             |                                   |
| 320  |                                    |                                    |                                    |                                    |                                    |                                    |                                    |                                    |                                    |                                    | Han                               |                                   |
| 325  |                                    |                                    |                                    |                                    |                                    |                                    |                                    |                                    |                                    |                                    | (304-                             |                                   |
| 330  |                                    |                                    |                                    |                                    |                                    |                                    |                                    |                                    |                                    |                                    | 347)                              |                                   |
| 335  |                                    | Latere Zhao                        | Latere Zhao                        | Latere Zhao                        | Latere Zhao                        | Latere Zhao                        | Latere Zhao                        |                                    |                                    |                                    |                                   |                                   |
| 340  |                                    | (319-351)                          | (319-351)                          | (319-351)                          | (319-351)                          | (319-351)                          | (319-351)                          | Vroegere Liang                     | Vroegere Liang                     | Vroegere Liang                     |                                   |                                   |
| 345  |                                    |                                    |                                    |                                    |                                    |                                    |                                    | (314-376)                          | (314-376)                          | (314-376)                          |                                   |                                   |
| 350  |                                    | Ran Wei (350-352)                  | Ran Wei (350-352)                  | Ran Wei (350-352)                  |                                    |                                    |                                    |                                    |                                    |                                    |                                   |                                   |
| 355  |                                    |                                    |                                    |                                    |                                    |                                    |                                    |                                    |                                    |                                    | Oostelijke                        | Oostelijke                        |
| 360  | Vroegere Yan (337-370)             | Vroegere Yan (337-370)             | Vroegere Yan (337-370)             | Vroegere Yan (337-370)             |                                    |                                    |                                    |                                    |                                    |                                    | Jin-dynastie                      | Jin-dynastie                      |
| 365  |                                    |                                    |                                    |                                    |                                    |                                    |                                    |                                    |                                    |                                    | (317-420)                         | (317-420)                         |
| 370  |                                    |                                    |                                    |                                    |                                    |                                    |                                    |                                    |                                    |                                    |                                   |                                   |
| 375  | Vroegere Qin (351-395)             | Vroegere Qin (351-395)             | Vroegere Qin (351-395)             | Vroegere Qin (351-395)             | Vroegere Qin (351-395)             | Vroegere Qin (351-395)             | Vroegere Qin (351-395)             | Vroegere Qin (351-395)             | Vroegere Qin (351-395)             | Vroegere Qin (351-395)             | Vroegere Qin (351-395)            |                                   |
| 380  |                                    |                                    |                                    |                                    |                                    |                                    |                                    |                                    |                                    |                                    |                                   |                                   |
| 385  | Latere Yan                         | Latere Yan                         | Latere Yan                         | W.Yan                              | Dao                                | Latere                             |                                    | Latere Liang                       | Latere Liang                       | Latere Liang                       |                                   |                                   |
| 390  | (384-409)                          | (384-409)                          | (384-409)                          | (384-                              |                                    | Qin                                |                                    | (386-403)                          | (386-403)                          | (386-403)                          |                                   |                                   |
| 395  |                                    |                                    |                                    | 394)                               |                                    | (384-                              | West Qin (385-431)                 | West Qin (385-431)                 | West Qin (385-431)                 | West Qin (385-431)                 |                                   |                                   |
| 400  |                                    | Z.Yan                              |                                    |                                    |                                    | 417)                               |                                    | Z.Liang                            |                                    | West                               |                                   |                                   |
| 405  |                                    | (398-                              |                                    |                                    |                                    |                                    |                                    | (397-                              |                                    | Liang                              |                                   |                                   |
| 410  |                                    | 410)                               |                                    |                                    |                                    | Xia                                |                                    | 414)                               |                                    | (400-                              |                                   |                                   |
| 415  |                                    |                                    |                                    |                                    |                                    | (407-                              |                                    |                                    |                                    | 421)                               |                                   |                                   |
| 420  | Noordelijke Yan                    | Noordelijke Yan                    | Noordelijke Yan                    |                                    |                                    | 431)                               |                                    |                                    | Noordelijke Liang                  | Noordelijke Liang                  |                                   |                                   |
| 425  | (407-436)                          | (407-436)                          | (407-436)                          |                                    |                                    |                                    |                                    |                                    | (398-439)                          | (398-439)                          | Liu Song-                         | Liu Song-                         |
| 430  |                                    |                                    |                                    |                                    |                                    |                                    |                                    |                                    |                                    |                                    | dynastie                          | dynastie                          |
| 435  |                                    |                                    |                                    |                                    |                                    |                                    |                                    |                                    |                                    |                                    | (420-479)                         | (420-479)                         |
| 440  | Noordelijke Wei-dynastie (386-534) | Noordelijke Wei-dynastie (386-534) | Noordelijke Wei-dynastie (386-534) | Noordelijke Wei-dynastie (386-534) | Noordelijke Wei-dynastie (386-534) | Noordelijke Wei-dynastie (386-534) | Noordelijke Wei-dynastie (386-534) | Noordelijke Wei-dynastie (386-534) | Noordelijke Wei-dynastie (386-534) | Noordelijke Wei-dynastie (386-534) |                                   |                                   |
| 445  |                                    |                                    |                                    |                                    |                                    |                                    |                                    |                                    |                                    |                                    |                                   |                                   |

## Geraadpleegde literatuur
- (en)  Barfield, Thomas J., The Perilous Frontier. Nomadic Empires and China, 221 BC to AD 1757, Cambridge (Ma)-Oxford (Blackwell Publishers) 1989, ISBN 1-55786-043-2

met name pp.85-120.
- (en)  Corradini, Piero, "The Barbarian States in North China" in: Central Asiatic Journal, Vol. 50 (2006), pp.163-232.
- (en)  Eberhard, Wolfram, A History of China, Londen (Routledge & Kegan Paul) 1977 (4e herziene druk), ISBN 0-71-008357-2

met name pp.109-168 (hoofdstuk 7, 'the Epoch of the First Division of China A.D. 220-580'). Ondanks de titel ligt nadruk op de geschiedenis van de Chinese randvolkeren. De geschiedenis van de zestien staten wordt beschreven vanuit een sociologische invalshoek.
- (en)  Graff, David Andrew, Medieval Chinese warfare, 300-900, Londen (Routledge) 2002, ISBN 9780415239554

met name pp.54-76.
- (de)  Franke, Otto, Geschichte des chinesischen Reiches. Eine Darstellung seiner Entstehung, seines Wesens und seiner Entwicklung bis zur neuesten Zeit, Walter de Gruyter: Berlijn 2001, ISBN 3-11-017034-5.
  - Band 2 Der konfuzianische Staat I. Der Aufstieg zur Weltmacht, pp.54-117 (Der Norden. Völkische Neubildungen, die 'sechszehn Staaten').
  - Band 3 Anmerkungen, Ergänzungen und Berichtigungen zu Band 1 und 2. Sach- und Namenverzeichnis, pp.241-265.

Hoewel oorspronkelijk geschreven in 1936 is dit werk nog steeds de meest gedetailleerde studie van de politieke geschiedenis van deze periode in een westerse taal. Het werk is gebaseerd op de traditionele Chinese bronnen.
- (en)  Holcombe, Charles, 'The Sixteen Kingdoms' in: Dien, Albert E. en N. Knapp (eds.), The Cambridge History of China, Vol. 2, The Six Dynasties, 220–589, Cambridge (Cambridge University Press) 2019, ISBN 9781107020771

met name pp.119-145.
- (zh)  張鶴泉, 《魏晉南北朝史.一個分裂與融合的時代》, 臺北市 (三民書局), 2010, 427 pp., ISBN 9789571453019 (Zhang Hequan, Weijin Nanbeichao shi. Yige fenlie yu ronghe de shidai, Taibei Shi (Sanmin shuju) 2010), [Geschiedenis van de Wei-, Jin-, Zuidelijke en Noordelijke Dynastieën. Een tijdperk van verdeeldheid en integratie]

met name pp.203-204 voor een tabel van de 22 meest gebruikelijke staten